# مادهوری دیکشیت
مادهوری دیکشیت (هندی: माधुरी दीक्षित) (زاده ۱۵ می ۱۹۶۷ در بمبئی)، بازیگر اهل هند است. او یکی از معروف‌ترین بازیگران هند است و در دهه ۱۹۸۰ و ۱۹۹۰ و اوایل ۲۰۰۰ بسیار برجسته بوده است (جمعاً در ۷۴ فیلم و ۱۳ حضور تلویزیونی). در سال ۲۰۰۸ جایزهٔ غیرنظامی هند پدما شری توسط دولت هند به او اهدا شد. او توانسته از چهارده نامزدی خود در جشنواره فیلم فیر برنده پنج جایزه از این جشنواره شود، که از نظر دفعات نامزدی در این جشنواره رکورددار است.

## زندگی قبلی
مادهوری دیکشیت یک بومی بمبئی هند است. او در ۱۵ مهٔ ۱۹۶۷ در یک خانوادهٔ ماهاراشتایی زاده شد. دیکشیت در دانشگاه بمبئی در رشتهٔ میکروبیولوژی تحصیل کرده است. او از ۳ سالگی رقص کتهک را شروع کرد (رقصی که متعلق به مردم شمال هند است) و بعدها توانست یک رقاص حرفه‌ای شود.

## زندگی حرفه‌ای

### ۱۹۸۴ تا ۱۹۸۸: شروع کار و کشمکش‌های شغلی

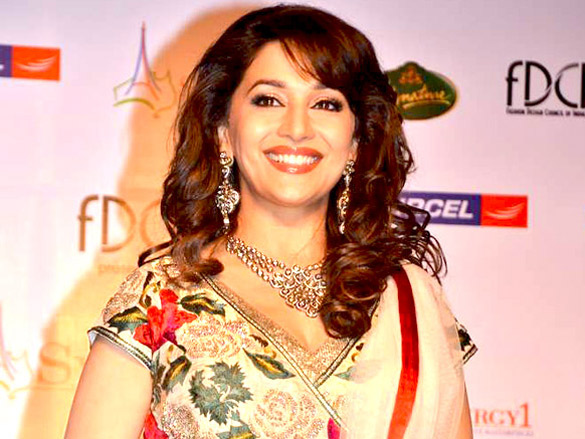
دیکشیت در یک شب ستاره شد و هنوز هم به عنوان شخصیت موهینی شناخته می‌شود. آهنگ "Ek Do Teen" او بسیار مشهور شد و دیکشیت با این فیلم توانست، برای نخستین بار نامزد جایزه بهترین بازیگر زن فیلم فیر شود.

دیکشیت در سال ۱۹۸۴ در مقابل بازیگر بنگالی تاپاس پل، در یکی از فیلم‌های راجشری پروداکشنز به نام بی گناه (abodh) بازیگری را شروع کرد. فیلم شکست خورد اما بازی دیکشیت تحسین منتقدان را در پی داشت. بازی وی در پدر آواره (awara baap) نیز تبدیل به شکستی دیگر برای وی شد. در ۱۹۸۶ در دو فیلم سواتی (swati) و قتل (manav hatya) بازی کرد، اما هردو در گیشه شکست خوردند. در ۱۹۸۷ در سه فیلم مهره (mohre) و حفاظت (Hifazat) شمال و جنوب (uttar dakshin) بازی کرد اما فیلم‌هایش به شکست در باکس افیس ادامه دادند.

### ۱۹۸۸تا ۱۹۸۹: دستیابی به موفقیت و شناخته شدن
- دیکشیت پس از شکست‌های متوالی، در فیلم رمانتیک درام کارگردان هندی N.Chandra به نام اسید (Tezaab) در نقش موهینی در مقابل آنیل کاپور، به شهرت رسید. پس از اکران، فیلم تبدیل به پرفروش‌ترین فیلم سال شد. این اولین موفقیت تجاری دیکشیت و آغاز همکاری‌های او با آنیل کاپور بود. دیکشیت بخاطر مهارت‌های رقص و بازیگری اش مورد تحسین قرار گرفت. آکشی شاه یکی از منتقدان دربارهٔ دیکشیت نوشت: "او در این فیلم عملکرد خوب و منظمی دارد و اگرچه او بیشتر بخاطر رقص اش با آهنگ "Ek Do Teen" در یادها خواهد ماند، لازم به ذکر است مهارت بازیگری او در صحنه‌هایی که همراه با انوپم کهیر است، نمایان می‌شود. چهره و رقص او شبیه به رؤیا است." دیکشیت به خاطر بازی اش، اولین بار نامزد جایزه بهترین بازیگر زن فیلم فیر شد.

در ۱۹۸۹، اولین فیلم موفقیت‌آمیز او، فیلم رام لاکان (Ram lakhan) به کارگردانی سوباش گای بود، دیکشیت بار دیگر مقابل آنیل کاپور قرار گرفت. فیلم خوب عمل کرد و دومین فیلم پرفروش سال شد. فیلم دیگر او، فیلم رمانتیک درام، متعهد عشق (Prem pratigyaa) در کنار میتون چاکرابورتی بود. فیلم از نظر تجاری شکست خورد، ولی نظرات مثبتی دریافت کرد. بازی دیکشیت نیز با تحسین منتقدان همراه بود، و او دومین بار نامزد جایزه بهترین بازیگر زن فیلم فیر شد. بازی بعدی او، در فیلم اکشن راجیو رای به نام سه گانگی (Tridev) بود، که در آن با بازیگرانی همچون، نصیرالدین شاه، جکی شروف، سانی دیول همکاری کرد. بازیگر مقابل او در این فیلم سانی دیول بود. فیلم سومین فیلم پرفروش سال شد. موفقیت دیکشیت با فیلم درام ویدهو وینود چوپرا به نام پرنده ادامه پیدا کرد. اگرچه نقش وی در فیلم کوتاه بود، ولی بازی او مورد تحسین قرار گرفت.

### ۱۹۹۰ تا ۲۰۰۲: زندگی حرفه‌ای
- در ۱۹۹۰ دیکشیت در فیلم رمانتیک درام دل در مقابل عامر خان بازی کرد. دیکشیت نقش دختری ثروتمند را بازی کرد، که عاشق پسری فقیر می‌شود و برای ازدواج با او خانه را ترک می‌کند. فیلم پرفروش‌ترین فیلم سال در هند شد. دیکشیت با این فیلم توانست جایزه فیلم فیر برای بهترین بازیگر زن را برای نخستین بار بگیرد. او همچنین در فیلم "سیلاب" (Sailaab) در مقابل آدیتیا پنچولی، و فیلم "Kinshen kanhaiya" در مقابل آنیل کاپور بازی کرد.

فیلم نخست (سیلاب) شکست تجاری خورد در حالی که دومی (Kinshen kanhaiya) سومین فیلم پرفروش سال شد. بعد از موفقیت فیلم دل دیکشیت به برجسته‌ترین و پیشتازترین بازیگر زن در بالیوود تبدیل شد. سال بعد او در فیلم super-hit ساجن در مقابل سلمان خان و سانجی دات بازی کرد و فیلم پرفروش‌ترین فیلم سال شد. بازی دیکشیت در این فیلم باعث شد، برای چهارمین بار نامزد جایزهٔ بهترین بازیگر زن فیلم فیر شود.
در سال ۱۹۹۲، دیکشیت در فیلم پسر (Beta) در مقابل آنیل کاپور بازی کرد. او در این فیلم نقش ساراسواتی، دختری که با مردی خوش نیت ازدواج می‌کند و توطئه‌های مادر شوهرش را افشا می‌کند، ایفا کرده است. همچنین بازی او در این فیلم با تحسین منتقدان همراه بود. طبق گفتهٔ برخی منتقدان رقص دیکشیت در فیلم پسر (Beta) با آهنگ "Dhak Dhak Karne Laga" یکی از سکسی‌ترین و معروف‌ترین رقص‌های وی است. دیکشیت به خاطر بازی عالی اش در این فیلم دومین بار برنده جایزهٔ فیلم فیر شد. همچنین بعد از موفقیت فیلم، او به خاطر رقصش با آهنگ "Dhak Dhak Karne Laga" به عنوان "دختر Dhak Dhak" معروف شد.

در۱۹۹۳ دیکشیت در فیلم super_hit تبه کار (Khalnayak) در مقابل سانجی دات و جکی شروف ایفای نقش کرد. عملکرد او در نقش مأمور پلیس گانگورتی تحسین منتقدان را به همراه داشت؛ و او برای ششمین بار نامزد جایزهٔ بهترین بازیگر زن فیلم فیر شد. همچنین فیلم، دومین فیلم پرفروش سال شد. در سال بعد دیکشیت برای اولین بار همراه با شاهرخ خان در فیلم انجام (Anjaam) بازی کرد. دیکشیت با بازی خود به عنوان یک همسر انتقام جو و مادر، هفتمین بار نامزد جایزهٔ بهترین بازیگر زن فیلم فیر شد؛ و بازی وی تحسین شد. فیلم در باکس آفیس عملکرد متوسطی داشت. 

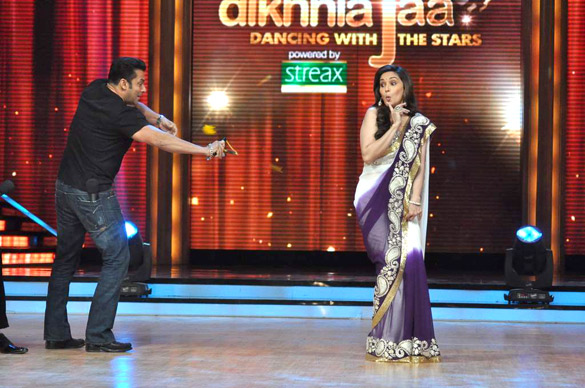
دیکشیت در حال اجرای رقص آهنگ Didi Tera Devar Deewana به همراه سلمان خان در Jhalak Dikhlaja در ۲۰۰۷

نقش بعدی او در فیلم من برای تو چه کسی هستم؟ (Hum Aapke Hain Koun) در مقابل سلمان خان بود. فیلم به یکی از پرفروش‌ترین فیلم‌های تاریخ هند تبدیل شد و رکورد فیلم شعله را شکست. دیکشیت با بازی خود در نقش یک دختر جوان مدرن، سومین جایزهٔ بهترین بازیگر زن فیلم فیر خود را دریافت کرد. در کتاب رکوردهای گینس من برای تو چه کسی هستم؟ (Hum Aapke Hain Koun) به عنوان پرفروش‌ترین فیلم تاریخ بالیوود ثبت شد.
دیکشیت در این فیلم به یادماندنی‌ترین کاراکتر زن (نیشا) را در سینمای هند ساخت. همچنین آهنگ " Didi Tera Devar Deewana" (خواهر برادر شوهرت دیوانه است) که توسط دیکشیت اجرا شد، بسیار معروف شد.
در۱۹۹۵ دیکشیت در فیلم پادشاه (Raja) در مقابل سانجای کاپور ایفای نقش کرد. فیلم چهارمین فیلم پرفروش سال شد. فیلم بعدی او دوست داشتنی (Yaraana) در مقابل ریشی کاپور بود. فیلم در باکس آفیس عملکرد متوسطی داشت. هر دو فیلم Raja و Yaraana او را نامزد جایزهٔ فیلم فیر کرد.
حرفه دیکشیت در سال ۱۹۹۶ به خاطر شکست فیلم‌هایی چون کتاب مقدس عشق (Prem Granth) و شاهزاده (Rajkumar) افت کرد. در ۱۹۹۷ دیکشیت با فیلم حکم اعدام (Mrityudand) به همراه شبانه اعظمی و شیلپا شرودکار دوباره به موفقیت رسید. منتقدان بازی او را تحسین کردند.
دیکشیت در فیلم موزیکال رمانتیک دل دیوانه است (۱۹۹۷) کارگردان معروف یاش چوپرا در مقابل شاهرخ خان و کاریسما کاپور و آکشی کومار بازی کرد. دیکشیت با بازی خود چهارمین بار جایزهٔ بهترین بازیگر زن فیلم فیر را دریافت کرد. این فیلم در سراسر جهان۵۸کرور فروخت و دومین فیلم پرفروش سال ۱۹۹۷شد. این فیلم هم در هند وهم در خارج هند یک «بلاک باستر» نامیده شد.
با این حال فیلم‌های «وجود» (Wajood) در باکس آفیس شکست خورد.

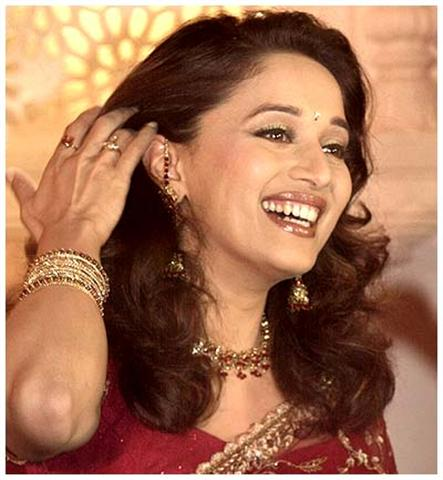
دیکشیت در ملاقات مطبوعاتی فیلم «در راه عشق» (Yeh Raaste Hain Pyaar Ke) در ۲۰۰۱

در ۲۰۰۰، دیکشیت در فیلم «پاسخ» (Pukar) در مقابل آنیل کاپور بازی کرد. دیکشیت با نقش منفی خود در این فیلم، برای دوازدهمین بار نامزد جایزهٔ فیلم فیر شد. سپس او در فیلم «گاجا گامینی» بازی کرد. M. F. Husain کارگردان فیلم چند بار فیلم من برای تو چه کسی هستم؟ (Hum Aapke Hain Koun) دیکشیت را نگاه کرده و تصمیم گرفته بود، فقط با دیکشیت یک فیلم بسازد. فیلم نخست عملکرد متوسطی داشت ولی دومی در باکس آفیس شکست خورد.
در ۲۰۰۱، دیکشیت در فیلم عاشقانهٔ در «راه عشق» (Yeh Raaste Hain Pyaar Ke) کارگردان هندی Deepak Shivdasa در مقابل اجی دیوگن و پریتی زینتا بازی کرد. دیکشیت حرفه خود را با همکاری با راجکومار سانتوشی، در فیلم چند ستارهٔ «بیمناکی» (Lajja) ادامه داد. دیکشیت در این فیلم نقش یک دختر مبارز با نابرابری جنسیتی را ایفا کرد. فیلم در هند شکست تجاری خورد ولی در خارج هند موفق بود. دیکشیت بخاطر بازی اش نامزد جایزه بهترین بازیگر مکمل زن فیلم فیر شد.
در ۲۰۰۲، دیکشیت در فیلم من مال تو هستم، عزیزم (Hum Tumhare Hain Sanam) در مقابل شاهرخ خان و سلمان خان بازی کرد. فیلم ۶سال در دست ساخت بود و با مشکلات زیادی مواجه شد.

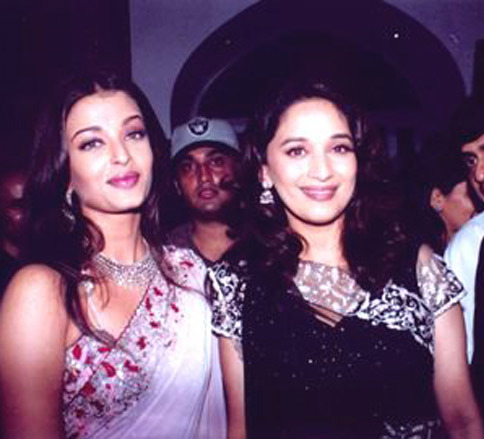
دیکشیت به همراه آیشواریا رای در اکران فیلم دوداس در ۲۰۰۲

دیکشیت در فیلم عاشقانه دوداس (۲۰۰۲) به کارگردانی سانجای لیلا بانسالی، به همراه شاهرخ خان و آیشواریا رای بازی کرد. این فیلم از روی کتابی به همین نام که در سال ۱۹۱۷ منتشر شده بود ساخته شده است. دیکشیت در این فیلم نقش فاحشه‌ای به نام چاندرموکی را بازی می‌کند، که عاشق شخصیت اصلی داستان (دوداس) شده است. فیلم دوداس در جشنواره فیلم کن اکران شد. دیکشیت بخاطر بازی فوق‌العاده اش برندهٔ جایزه بهترین بازیگر مکمل زن فیلم فیر شد. این آخرین فیلم او، قبل از نقل مکان به شهر دنور همراه با خانواده اش بود.
در همان سال فیلمی به نام «من می‌خواهم مادهوری دیکشیت شوم» (Main Madhuri Dixit Banna Chahti Hoon) با بازی آنتارا مالی منتشر شد. موضوع فیلم دربارهٔ زنی است که می‌خواهد شانس خود را در بالیوود، با تبدیل شدن به مادهوری دیکشیت جدید امتحان کند.

### ۲۰۰۷ تا کنون: بازگشت به فیلم‌ها
- در ۲۰۰۶، دیکشیت به همراه خانواده اش به هند بازگشت، و در فیلم رقص «بیا برقصیم» (Aaja Nachle) به کارگردانی آنیل مهتا بازی کرد. این اولین فیلم او بعد از ۵ سال فاصله بود. فیلم در باکس آفیس شکست خورد، ولی بازی دیکشیت تحسین منتقدان را در پی داشت. دیکشیت با بازی خود توانست، نامزد جایزه فیلم فیر شود.

در ۲۰۱۱، دیکشیت مفتخر به دریافت جایزه افتخاری فیلم فیر به خاطر ۲۵ سال سابقه در سینما شد.
- دیکشیت در ۲۰۱۲، با بازی در فیلم بلک کمدی «یک و نیم بار وابسته به عشق» (Dedh Ishqiya) بعد از هفت سال دوباره به بالیوود بازگشت. او نقش بیگم پارا، را در مقابل نصیرالدین شاه و هما قریشی و ارشاد وارسی بازی کرد. فیلم و بازی دیکشیت با نقدهای خوبی روبه رو شد. دیکشیت چهاردهمین بار نامزد جایزه فیلم فیر شد.

فیلم بعدی وی، باند گلاب (Gulaab Gang) به کارگردانی سومیک سن در کنار جوهی چاولا بود. فیلم در گیشه شکست خورد و نظرات متفاوتی دریافت کرد.

## استعداد

### رقص

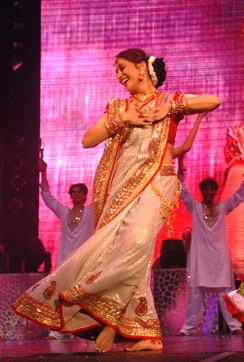
دیکشیت در هنگام اجرای رقص برای تور unforgettable در ۲۰۰۸

دیکشیت نه تنها برای مهارت‌های بازیگری اش، بلکه برای مهارت‌های رقص اش نیز شناخته می‌شود. او به خاطر رقص اش با آهنگ "Dhak Dhak Karne Laga" در فیلم پسر به عنوان "دختر Dhak Dhak" مشهور است. همچنین رقص‌های دیکشیت با آهنگ‌های "Ek Do Teen" (از فیلم اسید)، "Humko Aaj Kal Hai" (از فیلم سیلاب)، "Bada Dukh Deenha" (از فیلم رام لاکان)، "Chane Ke Khet Mein" (از فیلم انجام)، "Didi Tera Devar Deewana" (از فیلم من برای تو چه کسی هستم؟)، "Choli Ke Peechhe" (از فیلم تبه کار)، "Akhiyan Milaun" (از فیلم راجا)، "Mera Piya Ghar Aaya" (از فیلم یارانا)، "Kay Sera Sera" (از فیلم پاسخ)، "Badi Mushkil" (از فیلم بیمناکی)، "Maar Daala" (از فیلم دوداس)، "Aaja Nachle" (از فیلم بیا برقصیم)، "Ghagra" (از فیلم جوانی و دیوانگی) معروف است.

## فعالیت‌های دیگر

### اجرا در صحنه
دیکشیت یک اجراکنندهٔ مکرر است و در چند تور و کنسرت جهانی شرکت کرده است.
در اواسط ۲۰۰۸، دیکشیت، آیشواریا رای، آبیشک باچان، آمیتاب باچان، پریتی زینتا و ریتش دشموخ در «تور جهانی فراموش نشدنی» (unforgettable tour) شرکت کردند. این تور از ایالات متحده آمریکا، کانادا، ترینیداد و لندن، انگلستان گذشت.
در ۲۰۱۳، دیکشیت به چهارمین بخش تور وسوسه انگیز "Temptation Reloaded" شاهرخ خان پیوست.
آن‌ها در اوکلند، پرس، سیدنی و دبی کنسرت اجرا کردند. همچنین ژاکلین فرناندز، رانی موکرجی، دیپیکا پادوکن، هانی سینگ، میانگ چنگ نیز در این تور حضور داشتند.

### کار اجتماعی
در سال ۲۰۰۱، دیکشیت در برنامه "Kaun Banega Crorepati" (ورژن هندی برنامهٔ چه کسی می‌خواهد یک میلیونر باشد؟) برنده ₹ ۵٬۰۰۰٬۰۰۰ شد. او اعلام کرد پولی که برنده شده است، برای رفاه قربانیان یک زلزله در گجرات و یک یتیم خانه در پوون اهدا می‌شود.

### شرکت در مراسم اهدای جوایز
او همچنین در جشنواره فیلم طلایی هیرو در سال ۲۰۱۶ در سریلانکا به عنوان مهمان ویژه همراه با بازیگران بالیوود مانند سونیل شتی، نیل نیتین موکش، جکی شروف و سری دوی و کاریشما کاپور شرکت کرد.

## تلویزیون

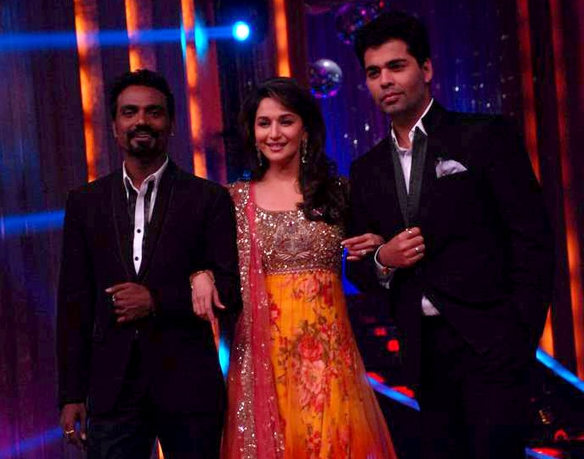
دیکشیت در مجموعه Jhalak Dikhhla Jaa 5 همراه با کاران جوهر (راست) و رمو دسوزا (چپ)

در سال ۱۹۸۵، دیکشیت در نمایش تلویزیونی "Rajshri Production Guest Guest" حضور یافت. او در قسمت اول نمایش به عنوان نینا ظاهر شد.
در سال ۲۰۰۱، در فصل اول کونگ بئناگ کراورپاتی (ورژن هندی چه کسی می‌خواهد یک میلیونر باشد؟) که توسط آمیتاب باچان میزبانی شده بود، ₹ ۵٬۰۰۰٬۰۰۰ دریافت کرد که برای افرادی که در اثر فاجعه طبیعی آسیب دیده بودند، به اهداء رساند. در سال ۲۰۰۲، دیکشیت میزبان یک نمایش تلویزیونی به نام "Kahina Kahi Koi Hai" بود که در Sony Entertainment پخش شد.
دیکشیت سه بار در برنامهٔ «قهوه با کاران» شرکت کرده است، بار اول در ۲۰۰۷، و بار دوم در ۲۰۱۱ به همراهسوناکشی سینها وبار سوم به همراه جوهی چاولا در ۲۰۱۴
در ۲۰۱۱ او در مسابقهٔ رقص "Jhalak Dikhhla Jaa" به همراه مالیکا آرورا و رمو دسوزا داوری کرد.
در ۲۰۱۲ او در فصل پنجم و ششم "Jhalak Dikhhla Jaa" به همراه رمو دسوزا و کاران جوهر داوری کرد.
بعدها در ۲۰۱۴ او برای فصل هفتم" Jhalak Dikhhla Jaa" همراه با رمو دسوزا و کاران جوهر در صندلی داوری نشست.

## زندگی شخصی
در ۱۹۹۰ هنگامی که فیلمبرداری فیلم ساجن ادامه داشت، دیکشیت با سانجی دات که آن زمان با ریچا شارما ازدواج کرده بود، رابطه داشت. علی‌رغم مخالفت پدرش رابطه‌اش را ادامه داد اما بعدها با دستگیری سانجی دات، دیکشیت رابطه را تمام کرد. دیکشیت در ۱۹۹۹ با دکتر سریرام مادهو نه‌نه، که در لس آنجلس مشغول به کار بود، ازدواج کرد. او دو پسر به نام‌های آرین و رایان دارد. دیکشیت بعد از ازدواجش، نزدیک به ده سال در کلورادو زندگی کرد و در ۲۰۱۱ همراه با خانواده‌اش به هند بازگشت.

## فیلم‌شناسی
| double-dagger | Upcoming release |

| سال  | فیلم                                             | نقش                                            | بازیگرنقش‌مقابل                     | جوایز و افتخارات                                    |
| ---- | ------------------------------------------------ | ---------------------------------------------- | ---------------------------------- | --------------------------------------------------- |
| ۱۹۸۴ | بی‌گناه (Abodh)                                   | گوری                                           | تاپاس پل                           |                                                     |
| ۱۹۸۵ | پدر آواره (Awara baap)                           | بارخا                                          |                                    |                                                     |
| ۱۹۸۶ | سواتی (Swati)                                    | آناندی                                         |                                    |                                                     |
| ۱۹۸۶ | قتل (Manav hatya)                                | راما دیکشیت                                    | شخار سومان                         |                                                     |
| ۱۹۸۷ | حفاظت (Hifazat)                                  | جانکی                                          |                                    |                                                     |
| ۱۹۸۷ | شمال و جنوب (Uttar dakshin)                      | چاندا                                          | جکی شروف، انوپم کهیر، راجینیکانت   |                                                     |
| ۱۹۸۸ | مهره (Mohre)                                     | مایا                                           | نانا پاتیکار                       |                                                     |
| ۱۹۸۸ | بازیگر خطرها (Kharton Ke Khiladi)                | کاویتا                                         | دهر مندرا، سانجی دات               |                                                     |
| ۱۹۸۸ | مهربانی (Dayavan)                                | نیلا والو                                      | وینود خانا، فیروز خان              |                                                     |
| ۱۹۸۸ | اسید (tezaab)                                    | موهینی                                         | آنیل کاپور                         | نامزد جایزه فیلم فیر برای بهترین بازیگر زن          |
| ۱۹۸۹ | یکسان (Vardi)                                    | جایا                                           | دهر مندرا، سانی دیول               |                                                     |
| ۱۹۸۹ | رام لاکان (Ram lakhan)                           | رادا شاستری                                    | آنیل کاپور، جکی شروف               |                                                     |
| ۱۹۸۹ | متعهد عشق (Prem pratigyaa)                       | لاکسمی                                         |                                    | نامزد جایزه فیلم فیر برای بهترین بازیگر زن          |
| ۱۹۸۹ | "مجرم" (Mujrim)                                  | سونیا                                          | میتون چاکرابورتی                   |                                                     |
| ۱۹۸۹ | "سه‌گانگی" (Tridev)                               | دیویا مادور                                    | نصیرالدین شاه، جکی شروف، سانی دیول |                                                     |
| ۱۹۸۹ | "قانون از ماست"                                  | بهاراتی                                        | سانجی دات، دیلیپ کومار             |                                                     |
| ۱۹۸۹ | پرنده (Parinda)                                  | پارو                                           | آنیل کاپور، جکی شروف               |                                                     |
| ۱۹۸۹ | پایان گناه (Paap ka ant)                         | نیشا                                           | گوویندا                            |                                                     |
| ۱۹۹۰ | جنگ بزرگ (Maha-Sangram)                          | جومری                                          | وینود خانا، گوویندا                |                                                     |
| ۱۹۹۰ | کیشن و کانیا"                                    | آنجو                                           | آنیل کاپور                         |                                                     |
| ۱۹۹۰ | "عزت دار" (Izzatdaar)                            | موهینی                                         | آنیل کاپور                         |                                                     |
| ۱۹۹۰ | دل (Dil)                                         | مدو مهرا                                       | عامر خان                           | برنده جایزه فیلم فیر برای بهترین بازیگر زن          |
| ۱۹۹۰ | من دیوانه نیستم (Deewana Mujh Sa Nahin)          | آنیتا                                          | عامر خان                           |                                                     |
| ۱۹۹۰ | زندگی یک مبارزه است (Jeevan Ek sanghursh)        | مدو سن                                         | آنیل کاپور                         |                                                     |
| ۱۹۹۰ | سیلاب (sailaab)                                  | دکتر سوشما ملهوترا                             | آدیتیا پنچولی                      |                                                     |
| ۱۹۹۰ | داماد (Jamai raja)                               | رخا                                            | آنیل کاپور                         |                                                     |
| ۱۹۹۰ | پلیس (Thanedaar)                                 | چاندا                                          | سانجی دات                          |                                                     |
| ۱۹۹۰ | خدای عشق (Pyar ka Devta)                         | رادا                                           | میتون چاکرابورتی                   |                                                     |
| ۱۹۹۱ | ۱۰۰ روز(100days)                                 | دوی                                            | جکی شروف                           |                                                     |
| ۱۹۹۱ | مقاومت (Pratikar)                                | مادو                                           | آنیل کاپور                         |                                                     |
| ۱۹۹۱ | محبوب (Saajan)                                   | پوجا                                           | سانجی دات، سلمان خان               | نامزد جایزه فیلم فیر برای بهترین بازیگر زن          |
| ۱۹۹۱ | حمله نهایی (Prahaar)                             | شرلی                                           | نانا پاتیکار                       |                                                     |
| ۱۹۹۲ | پسر (Beta)                                       | ساراسواتی                                      | آنیل کاپور                         | برنده جایزه فیلم فیر برای بهترین بازیگر زن          |
| ۱۹۹۲ | زندگی یک قمار است (Zindagi Ek Juaa)              | جوهی سینگ                                      | آنیل کاپور                         |                                                     |
| ۱۹۹۲ | دیوانه عشق (Prem Deewane)                        | شیوانگی مهرا                                   | جکی شروف                           |                                                     |
| ۱۹۹۲ | بازی زندگی (khel)                                | سیما                                           | آنیل کاپور                         |                                                     |
| ۱۹۹۲ | موسیقی (Sangeet)                                 | نیرمالا/مادر سانگیتا                           | جکی شروف                           |                                                     |
| ۱۹۹۳ | شهر رؤیاها (Dharavi)                             | دختر رؤیایی                                    |                                    |                                                     |
| ۱۹۹۳ | نجیب (Sahibaan)                                  | ساهیبان (نجیب)                                 | سانجی دات، ریشی کاپور              |                                                     |
| ۱۹۹۳ | شرور (Khalnayak)                                 | گانگورتی                                       | سانجی دات، جکی شروف                | نامزد جایزه فیلم فیر برای بهترین بازیگر زن          |
| ۱۹۹۳ | گل (phool)                                       | گودی                                           | سونیل دات، راجندرا کومار           |                                                     |
| ۱۹۹۳ | دلدار عاشق (Dil Tera Aashiq)                     | سونیا/ساویتری دوی                              | سلمان خان                          |                                                     |
| ۱۹۹۳ | اشک‌ها تبدیل شده‌اند به شعله (Aasoo Bane Angaarey) | اوشا/مدهو                                      | جیتندرا                            |                                                     |
| ۱۹۹۴ | انجام (Anjaam)                                   | شیوانیچوپرا                                    | شاهرخ خان                          | نامزد جایزه فیلم فیر برای بهترین بازیگر زن          |
| ۱۹۹۴ | من برای تو چه کسی هستم؟ (Hum Aapke Hain Koun)    | نیشا                                           | سلمان خان                          | برنده جایزه فیلم فیر برای بهترین بازیگر زن          |
| ۱۹۹۵ | پادشاه (Raja)                                    | مدهو                                           | سانجای کاپور                       | نامزد جایزه فیلم فیر برای بهترین بازیگر زن          |
| ۱۹۹۵ | دوستی (Yaraana)                                  | لالیتا/شیخا                                    | ریشی کاپور                         | نامزد جایزه فیلم فیر برای بهترین بازیگر زن          |
| ۱۹۹۵ | گناهکاران الهه (Paappi Devata)                   | رشما                                           | دهر مندرا، جیتندرا                 |                                                     |
| ۱۹۹۶ | کتاب مقدس عشق (Prem Granth)                      | کاجری                                          | ریشی کاپور                         |                                                     |
| ۱۹۹۶ | شاهزاده (Rajkumar)                               | شاهزاده خانم ویشاکا                            | آنیل کاپور                         |                                                     |
| ۱۹۹۷ | کویلا (Koyla)                                    | گوری                                           | شاهرخ خان                          |                                                     |
| ۱۹۹۷ | بزرگی (Mahaanta)                                 | جنی ملهوترا                                    | جیتندرا                            |                                                     |
| ۱۹۹۷ | حکم اعدام (Mrityudand)                           | کتکی                                           | سانجی دات                          |                                                     |
| ۱۹۹۷ | محبت (Mohabbat)                                  | شویتا شارما                                    | آکشای خانا                         |                                                     |
| ۱۹۹۷ | دل دیوانه است (Dil To Pagal Hai)                 | پوجا                                           | شاهرخ خان                          | برنده جایزه فیلم فیر برای بهترین بازیگر زن          |
| ۱۹۹۸ | آقای بزرگ آقای کوچک (Bade Miyan Chote miyan)     | خودش                                           |                                    |                                                     |
| ۱۹۹۸ | وجود (Wajood)                                    | آپوروا چادهاری                                 | نانا پاتیکار                       |                                                     |
| ۱۹۹۹ | آرزو (Aarzoo)                                    | پوجا                                           | اکشی کومار، سیف علی خان            |                                                     |
| ۲۰۰۰ | پاسخ (Pukar)                                     | آنجالی                                         | آنیل کاپور                         | نامزد جایزه فیلم فیر برای بهترین بازیگر زن          |
| ۲۰۰۰ | گاجا گامینی (Gaja Gamini)                        | گاجا گامینی/سانگیتا/مونا لیزا/مونیکا/شاکونتالا | شاهرخ خان                          |                                                     |
| ۲۰۰۱ | در راه عشق (Yeh Raaste Hain Pyaar Ke)            | نها                                            | اجی دیوگن                          |                                                     |
| ۲۰۰۱ | بیمناکی (Lajja)                                  | جانکی                                          |                                    | نامزد جایزه فیلم فیر برای بهترین بازیگر نقش مکمل زن |
| ۲۰۰۲ | من مال تو هستم، عزیزم (Hum Tumhare Hain Sanam)   | رادا                                           | شاهرخ خان، سلمان خان               |                                                     |
| ۲۰۰۲ | دوداس (Devdas)                                   | چاندرموکی                                      | شاهرخ خان                          | برنده جایزه فیلم فیر برای بهترین بازیگر نقش مکمل زن |
| ۲۰۰۷ | بیا برقصیم (Aaja Nachle)                         | دیا                                            | آکشای خانا                         | نامزد جایزه فیلم فیر برای بهترین بازیگر زن          |
| ۲۰۱۳ | فیلم ناطق بمبئی(Bombay Talkies)                  | حضور افتخاری                                   |                                    |                                                     |
| ۲۰۱۳ | جوانی و دیوانگی (Yeh Jawaani Hai Deewani)        | موهینی (حضور افتخاری)                          |                                    |                                                     |
| ۲۰۱۴ | یک و نیم بار وابسته به عشق (Dedh Ishqiya)        | بیگم پارا                                      | نصیرالدین شاه، ارشاد وارسی         | نامزد جایزه فیلم فیر برای بهترین بازیگر زن          |
| ۲۰۱۴ | باند گلاب (Gulaab Gang)                          | راجو                                           | جوهی چاولا                         |                                                     |
| ۲۰۱۸ | Bucket list                                      | مدهورا                                         |                                    |                                                     |
| ۲۰۱۸ | mowgli:legend of the jungle                      | نیشا                                           |                                    |                                                     |
| ۲۰۱۹ | شادکامی مطلق                                     | Bindoou                                        |                                    |                                                     |
| ۲۰۱۹ | رسوایی                                           | Ishmat,acourtesun                              |                                    | نامزد جایزه فیلم فیر برای بهترین بازیگر نقش مکمل زن |
| ۲۰۲۳ | برای تفریح                                       |                                                |                                    |                                                     |

توجه: عنوان فیلم‌ها با توجه به ترجمهٔ انگلیسی آن‌ها به فارسی برگردانده شده است و لزوماً با نام دوبله شدهٔ اثر یکسان نیست.

## نگارخانه

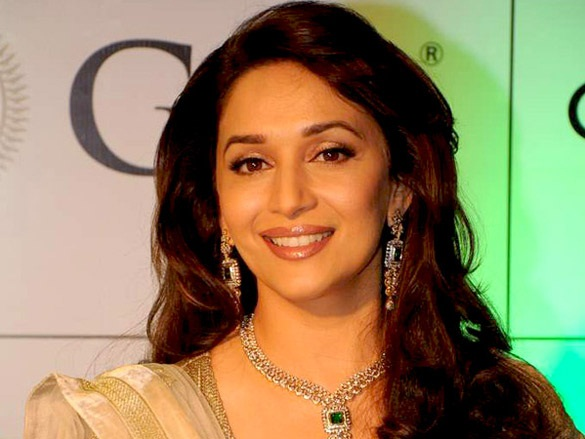
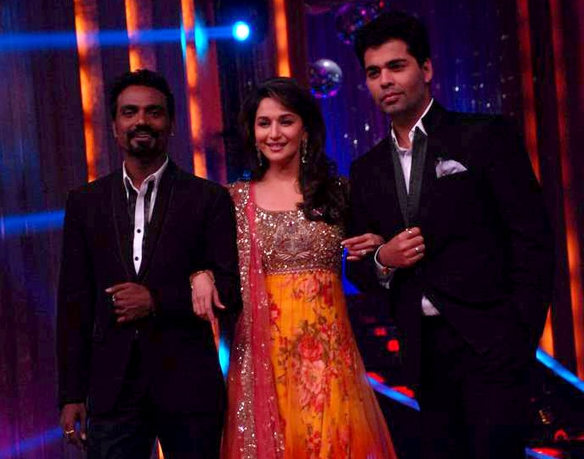
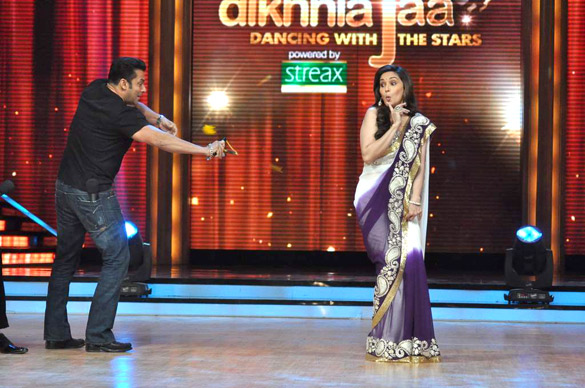
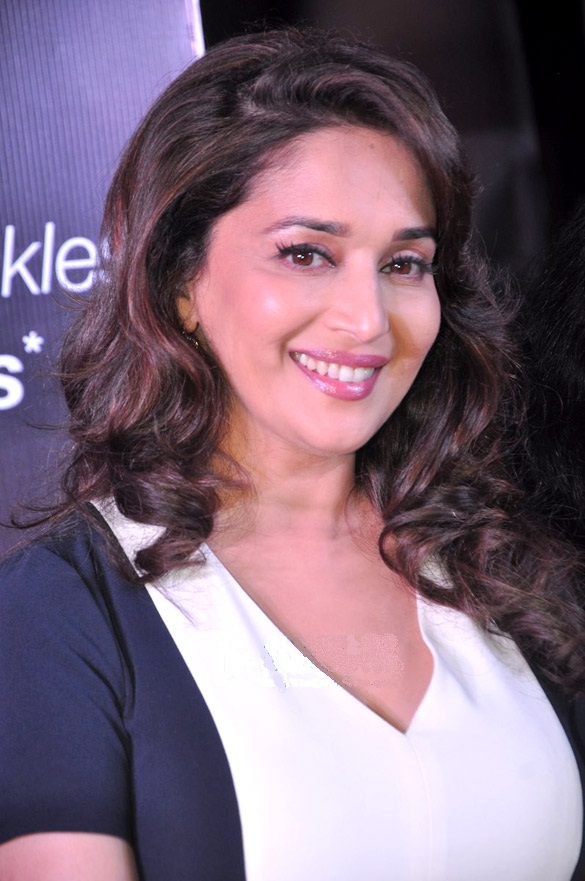
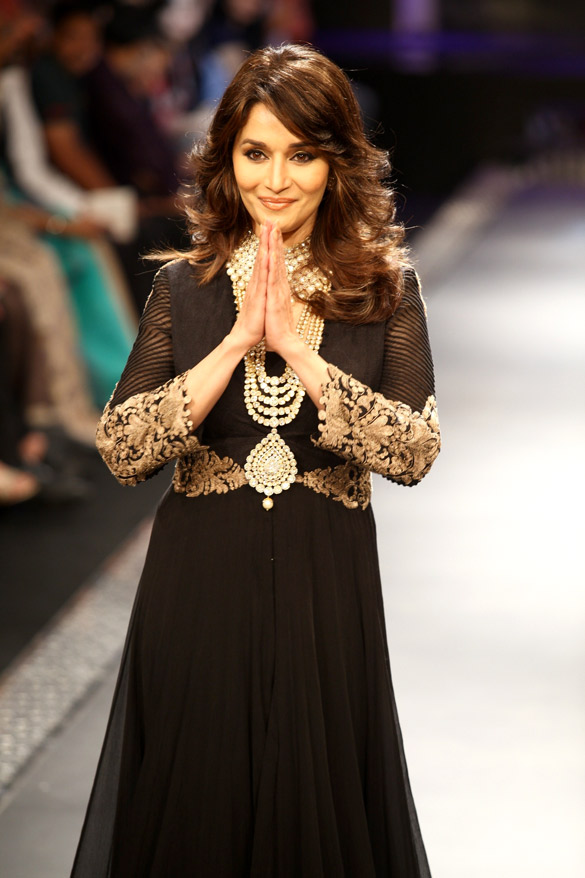